# Urcuquí
Urcuquí est une ville située dans le canton de San Miguel de Urcuquí au nord de l'Équateur, dans la province de Imbabura.
Elle a été fondée en 1984. Sa population était de 4 499 habitants en 2010.